# Лукашук Олег Григорович
Оле́г Григо́рович Лукашу́к (нар. 1 червня 1951, село Рожична, Шепетівський район, Кам'янець-Подільська область) — український політик. Народний депутат України. Член партії ВО «Батьківщина».
Голосував за закон України 12414, який був ухвалений з порушенням Регламенту Верховної Ради України та підпорядкував НАБУ та САП Генеральному прокурору.

## Освіта
У 1973 році закінчив факультет «Промислове і цивільне будівництво» Львівський політехнічний інститут за фахом інженер-будівельник. Пізніше також закінчив юридичний факультет Міжрегіональну академію управління персоналом за спеціальністю «Правознавство».

## Кар'єра
- 1973–1975 — служба в армії.
- 1976–1977 — інженер Хмельницької філії «Укрдіпросільбуд».
- З 1977 — інженер БУ «Житлобуд» в (місто Хмельницький), майстер Нижньовартівського управління бурових робіт № 2 в Тюменській області (Росія).
- 1980–1985 — інженер техвідділу, ревізор Хмельницької обласної контори Промбудбанку.
- 1986–1988 — будівельник Алєксандровського РБУ-3 «Томськрембуду».
- 1988–1991 — заступник голови кооперативу «Гладіолус».
- 1992–1995 — директор МПП «Явір».
- 1995–2002 — заступник директора, директор виробничо-комерційного ПП «Явір-Транс».
- 1994–2000 — директор, з 2000 — заступник директора виробничого комерційного підприємства «Явір-Інвест».
- З 1998 — генеральний директор концерну «Русь».
- 2005–2006 — віце-президент Тендерної палати України.

## Партійність
Член СДПУ(О) (1998 — грудень 2004). Заступник секретаря Хмельницького обкому СДПУ(О) (1999–2000), член Політради СДПУ(О) (червень 2000 — грудень 2004), секретар Хмельницького обкому обкому СДПУ(О) (травень 2000 — грудень 2004). Член Політбюра СДПУ(О) (березень 2003 — грудень 2004).
Член Української соціал-демократичної партії (2005 — грудень 2011). 23 грудня 2011 вийшов з УСДП та вступив до партії ВО «Батьківщина» через незгоду зі зміною керівництва партії.

## Сім'я
- Українець.
- Дружина Наталія Адамівна.
- Сини — Богдан та Андрій.
- Доньки — Ірина та Оксана.

## Парламентська діяльність
Народний депутат України 4-го скликання з 14 травня 2002 до 25 травня 2006, виборчий округ № 188, Хмельницька область, висунутий СДПУ(о). «За» 13.20 %, 23 суперника. На час виборів: заступник директора виробничо-комерційного приватного підприємства «Явір-Транс» (місто Хмельницький), член СДПУ(О). Член фракції Соціал-демократичної партії України (об'єднаної) (травень 2002 — грудень 2004), позафракційний (грудень 2004 — березень 2005), член фракції «Блок Юлії Тимошенко» (з березня 2005). Член Комітету з питань фінансів і банківської діяльності (з червня 2002).
Народний депутат України 5-го скликання з 25 травня 2006 до 12 червня 2007 від «Блоку Юлії Тимошенко», № 114 в списку. На час виборів: народний депутат України, член Української соціал-демократичної партії. Член фракції «Блок Юлії Тимошенко» (з травня 2006). Член Комітету з питань фінансів і банківської діяльності (з липня 2006). 12 червня 2007 достроково припинив свої повноваження під час масового складення мандатів депутатами-опозиціонерами з метою проведення позачергових виборів до Верховної Ради України.
Народний депутат України 6-го скликання з 23 листопада 2007 до 12 грудня 2012 від «Блоку Юлії Тимошенко», № 101 в списку. На час виборів: тимчасово не працював, член Української соціал-демократичної партії. Член фракції «Блок Юлії Тимошенко» (з листопада 2007). Член Комітету з питань економічної політики (грудень 2007 — січень 2008), член Спеціальної контрольної комісії з питань приватизації (з грудня 2007), голова підкомітету з питань державного регулювання бухгалтерського обліку та звітності, аудиторської діяльності Комітету з питань економічної політики (з січня 2008).
Народний депутат України 7-го скликання з 12 грудня 2012 до 27 листопада 2014, виборчий округ № 187, Хмельницька область, від ВО «Батьківщина». «За» 40,34 %, 7 суперників. На час виборів: народний депутат України, член ВО «Батьківщина». Член фракції ВО «Батьківщина» (з грудня 2012), перший заступник голови Комітету з питань екологічної політики, природокористування та ліквідації наслідків Чорнобильської катастрофи (з грудня 2012).